# Renny Ribera
Renny Ribera Vaca (ur. 30 stycznia 1974 w Santa Cruz) – boliwijski piłkarz grający podczas kariery na pozycji obrońcy.

## Kariera klubowa
Renny Ribera karierę piłkarską rozpoczął w klubie Club Bolívar do którego był wypożyczony z akademii piłkarskiej Tahuichi Academy. W 1995 roku zadebiutował w jego barwach w pierwszej lidze boliwijskiej. Przez pozostałą część kariery był zawodnikiem klubu Club Blooming. Z Bloomingiem dwukrotnie zdobył mistrzostwo Boliwii w 1998 i 1999. 
W 2003 był wypożyczony The Strongest. Z The Strongest trzykrotnie wygrał turnieje mistrzowskie: Apertura i Clausura w 2003. Ostatnim klubem w jego karierze był Real Potosí do którego był wypożyczony w 2005.
Ogółem w latach 1995–2005 rozegrał w lidze boliwijskiej 205 meczów, w których zdobył 20 bramek.

## Kariera reprezentacyjna
W reprezentacji Boliwii Ribera zadebiutował 1990 roku. W tym roku uczestniczył w Copa América. Na turnieju w Paragwaju Ribera wystąpił we wszystkich trzech meczach z Paragwajem, Peru i Japonią.
W tym samym roku uczestniczył również w Pucharze Konfederacji 1999. Na turnieju w Meksyku Castillo wystąpił we wszystkich trzech meczach z Egiptem (jedyna jego bramka w reprezentacji), Arabią Saudyjską i Meksykiem.
Ogółem w kadrze narodowej od 1999 do 2000 roku rozegrał 8 meczów, w którym zdobył bramkę.